# Polsk Sprognævn
Polsk sprognævn (polsk Rada Języka Polskiego) er en offentlig institution, der beskæftiger sig med det polske sprog.
Polsk sprognævn blev dannet den 9. september 1996. Rådets opgaver er:
- udbredelse af viden om det polske sprog
- besvarelse af sproglige spørgsmål
- udarbejdelse og kontrol over nye tekniske ord (især it-begreber)
- anmeldelse af tekster offentliggjort af de polske medier og administration
- pleje af sprogkultur i de polsksprogede skoler

## Ekstern henvisning
- Polsk sprognævns officielle side

52°14′N 21°01′Ø / 52.24°N 21.02°Ø